# Chad LaRose
Chad LaRose (* 27. března 1982 ve Fraser, Michigan) je bývalý americký hokejový útočník a trenér.

## Hráčská kariéra
6. srpna 2003 se připojil k týmu Carolina Hurricanes, který mu dal smlouvu na tři roky poté, co vstřelil 61 branek za 67 odehraných zápasů za Plymouth Whalers hrající v juniorské lize Ontario Hockey League. Za skvělou sezonu v OHL získal trofej Leo Lalonde Memorial Trophy. V Plymouth Whalers vytvořil klubový rekord, vstřelil 61 branek za sezonu a tím překonal Seana Haggertyho ze sezony 1995/96, ve které vstřelil 60 branek. Nikdy nebyl draftován žádným z klubů NHL, po skončení poslední sezony v juniorské lize, ve které nastřádal 117 kanadských bodů, byl o něj velký zájem z mnoha z klubů NHL, nakonec podepsal s Hurricanes. Mimo jiné, předtím navštívil v letech 2001 a 2002 tréninkové kempy Detroit Red Wings.
Začátky v seniorském hokeji hrával na farmách Hurricanes ve Florida Everblades a Lowell Lock Monsters, první ročník střídal mezi Everblades a Monsters, o rok později hrával jenom za Lowell Lock Monsters. První zápas v nejprestižnější hokejové lize NHL odehrál 6. prosince 2005 proti Anaheim Ducks. V organizaci Hurricanes setrval a na konci sezóny vyhráli Stanley Cup. V červenci 2006 podepsal novou dvouletou smlouvu s Hurricanes, která mu vynesla 900 000 dolarů za sezónu. Po vypršení smlouvy prodloužil 2. července 2009 smlouvu o následující dva roky, od předešlé smlouvy si, s celkovým ziskem 3 400 000 dolarů, polepšil. Po poklesu jeho výkonů mu vedení již nenabídlo prodloužení smlouvy. 29. července 2014 se dohodl na smlouvě s týmem Charlotte Checkers, který je farmou právě Carolina Hurricanes. Po skončení sezony se stal opět volným hráčem. Po druhé roční odmlce od hokeje se dohodl na kontraktu s klubem Orlando Solar Bears působícím v ECHL. Za Solar Bears odehrál pouze osm zápasů.

## Ocenění a úspěchy
- 2003 OHL - Leo Lalonde Memorial Trophy
- 2003 OHL - Nejlepší hráč v pobytu na ledě (+51)

## Rekordy

### Plymouth Whalers
- počet vstřelených branek za sezonu: 61 branek

## Prvenství
- Debut v NHL - 6. prosince 2005 (Carolina Hurricanes proti Anaheim Ducks)
- První asistence v NHL - 8. prosince 2005 (Carolina Hurricanes proti Los Angeles Kings)
- První gól v NHL - 17. prosince 2005 (New Jersey Devils proti Carolina Hurricanes, kanadskému brankáři Martin Brodeur)

## Klubové statistiky
| Sezóna       | Klub                 | Soutěž       |     | Základní část | Základní část | Základní část | Základní část | Základní část |    | Play off | Play off | Play off | Play off | Play off |
| Sezóna       | Klub                 | Soutěž       | Z   | G             | A             | B             | TM            | Z             | G  | A        | B        | TM       |          |          |
| 2000–01      | Plymouth Whalers     | OHL          | 32  | 18            | 7             | 25            | 24            | 19            | 10 | 10       | 20       | 22       |          |          |
| 2001–02      | Plymouth Whalers     | OHL          | 53  | 32            | 27            | 59            | 40            | 6             | 3  | 4        | 7        | 16       |          |          |
| 2002–03      | Plymouth Whalers     | OHL          | 67  | 61            | 56            | 117           | 52            | 15            | 9  | 8        | 17       | 25       |          |          |
| 2003–04      | Florida Everblades   | ECHL         | 41  | 16            | 19            | 35            | 16            | 14            | 3  | 4        | 7        | 20       |          |          |
| 2003–04      | Lowell Lock Monsters | AHL          | 36  | 7             | 9             | 16            | 29            | —             | —  | —        | —        | —        |          |          |
| 2004–05      | Lowell Lock Monsters | AHL          | 66  | 20            | 22            | 42            | 32            | 11            | 3  | 5        | 8        | 10       |          |          |
| 2005–06      | Lowell Lock Monsters | AHL          | 23  | 14            | 11            | 25            | 10            | —             | —  | —        | —        | —        |          |          |
| 2005–06      | Carolina Hurricanes  | NHL          | 49  | 1             | 12            | 13            | 35            | 21            | 0  | 1        | 1        | 10       |          |          |
| 2006–07      | Carolina Hurricanes  | NHL          | 80  | 6             | 12            | 18            | 10            | —             | —  | —        | —        | —        |          |          |
| 2007–08      | Carolina Hurricanes  | NHL          | 58  | 11            | 12            | 23            | 46            | —             | —  | —        | —        | —        |          |          |
| 2008–09      | Carolina Hurricanes  | NHL          | 81  | 19            | 12            | 31            | 35            | 18            | 4  | 7        | 11       | 16       |          |          |
| 2009–10      | Carolina Hurricanes  | NHL          | 56  | 11            | 17            | 28            | 24            | —             | —  | —        | —        | —        |          |          |
| 2010–11      | Carolina Hurricanes  | NHL          | 82  | 16            | 15            | 31            | 59            | —             | —  | —        | —        | —        |          |          |
| 2011–12      | Carolina Hurricanes  | NHL          | 67  | 19            | 13            | 32            | 48            | —             | —  | —        | —        | —        |          |          |
| 2012–13      | Carolina Hurricanes  | NHL          | 35  | 2             | 2             | 4             | 29            | —             | —  | —        | —        | —        |          |          |
| 2014–15      | Charlotte Checkers   | AHL          | 64  | 20            | 18            | 38            | 44            | —             | —  | —        | —        | —        |          |          |
| 2016–17      | Orlando Solar Bears  | ECHL         | 8   | 0             | 2             | 2             | 6             | —             | —  | —        | —        | —        |          |          |
| Celkem v NHL | Celkem v NHL         | Celkem v NHL | 508 | 85            | 95            | 180           | 286           | 39            | 4  | 8        | 12       | 26       |          |          |

## Reprezentace
| Rok                       | Tým                       | Soutěž                    | Z | G | A | B | TM |
| ------------------------- | ------------------------- | ------------------------- | - | - | - | - | -- |
| 2002                      | USA 20                    | MSJ                       | 7 | 2 | 2 | 4 | 0  |
| 2007                      | USA                       | MS                        | 7 | 2 | 1 | 3 | 2  |
| Juniorská kariéra celkově | Juniorská kariéra celkově | Juniorská kariéra celkově | 7 | 2 | 2 | 4 | 0  |
| Seniorská kariéra celkově | Seniorská kariéra celkově | Seniorská kariéra celkově | 7 | 2 | 1 | 3 | 2  |